# Chrysoprasis airi
Chrysoprasis airi là một loài bọ cánh cứng trong họ Cerambycidae.